# Rossano Galante
Rossano Galante est un trompettiste et un compositeur de musique à l'image et de concert, né en 1967 à Buffalo, New York. Il est connu pour ses compositions de grandes envergures pour orchestres à vents.

## Biographie

### Éducation
Dès l'école primaire, Rossano Galante s'intéresse à la musique classique lorsqu'il assista à un concert de l'Orchestre Philharmonique de Buffalo, en sortie scolaire. Il y fût émerveillé par la grandeur et le romantisme de cette musique. Il commença à jouer de la trompette dans le groupe de son école en 4ième année puis il écrit sa toute première composition en 8ième année. Au lycée, il fera lire une de ses pièces au groupe de son école et ce sera un succès. Cet évènement marquant le convainc de poursuivre ses études dans cette discipline.

Rossano Galante a obtenu un baccalauréat en interprétation musicale en trompette en 1992, à SUNY à Buffalo. La même année, il a été accepté à l'Université de Californie du Sud, où il a participé au Film Scoring Program. Il y a étudié auprès du compositeur Jerry Goldsmith (The Mummy, Gremlins, Alien) avant de s'installer en Californie pour poursuivre une carrière de composition et d'orchestration cinématographique.

### Carrière

#### Musique de concert
Rossano Galante est publié avec G. Schirmer, Alfred, Hafabra, C.L. Barnhouse et DeHaske avec plus de 53 compositions. Particulièrement connu pour ses œuvres pédagogiques de grandes envergures pour ensembles à vents, ses compositions sont largement commandées (Notamment par le Nebraska Wind Symphony et le Hofstra University Wind Orchestra) et interprétées dans le monde entier. Celles-ci ont reçu des critiques élogieuses de la part de collègues, professeurs et étudiants pour sa technique en matière de composition et d'orchestration. Rossano a même dirigé ses propres œuvres à travers les États-Unis (Avec le Desert Winds Freedom Band à Coachella Valley, par exemple). Sa discographie contient aussi quelques œuvres pour orchestres symphoniques.

#### Musique à l'image
En début de carrière, Rossano Galante était orchestrateur de musique de film. Il est inspiré par le côté héroïque et romantique des bandes sonores des films des années 1980. C'est cette période qui le pousse à composer dans ce style très cinématique et cela se constatera par la suite dans ses œuvres pour orchestres à vents telles que Sailing with Whales ou Life Eternal.
En tant qu'orchestrateur, Rossano Galante à participé à la conception des bandes sonores de plus de 75 films, avec la collaborations de plusieurs autres compositeurs tels que Marco Beltrami, Christophe Beck, Brian Tyler, Christopher Lennertz et Wolfram de Marco.

## Œuvres

### Orchestre à vents
- Crosslands (1994)
- Land of Healing Waters (2017)
- The River Seneca (2017)
- Vertical Acceleration (2018)
- Arabian Sandscapes (2019)
- They Solemnly Served (2019)
- Freedom Defended (2021)
- Desert Overture Fanfare (2023)
- The Falcon of Egypt (2023)
- The Wolves of Alaska (2023)[10]

### Orchestre symphonique
- Nostalgia (2020)
- Genesis (2021)
- Cadence Everlasting (2023)[11]

### Musique à l'image (Crédits et collaborations)
- Tuesdays with Morrie (1999)
- The Tuxedo (2002)
- Fantastic 4 (2005)
- Red Eye (2005)
- Die Bluthochzeit (2005)
- 3:10 to Yuma (2007)
- Alvin and the Chipmunks (2007)
- Live Free or Die Hard (2007)
- Max Payne (2008)
- The Little Mermaid: Ariel’s Beginning (2008)
- Knowing (2009)
- Don’t be Afraid of the Dark (2011)
- The Thing (2011)
- Final Destination 5 (2011)
- Trouble with the Curve (2012)
- A Good Day to Die Hard (2013)
- Prisoners (2013)
- The Wolverine (2013)
- The Homesman (2014)
- Avengers: Age of Ultron (2015)
- Gods of Egypt (2016)
- Sausage Party (2016)
- Ben Hur (2016)
- The Shallows (2016)
- Smurfs: The Lost Village (2017)
- First They Killed My Father (2017)
- Logan (2017)
- The Mummy (2017)
- A Quiet Place (2018)
- Rambo: Last Blood (2019)
- Charlie’s Angles (2019)
- Ready or Not (2019)
- A Quiet Place 2 (2020)
- Venom: Let There be Carnage (2021)